# Тороне (Мачерата)
Тороне је насеље у Италији у округу Мачерата, региону Марке.
Према процени из 2011. у насељу је живело 163 становника. Насеље се налази на надморској висини од 683 м.